# Brebu Nou
Brebu Nou is een gemeente in het Roemeense district Caraș-Severin.
Brebu Nou telt 119 inwoners.

## Bevolking
Volgens de volkstelling van 2011 telt de gemeente Brebu Nou 119 inwoners, een stijging ten opzichte van de vorige volkstelling in 2002, toen 87 inwoners werden geregistreerd. Er is geen etnische meerderheid, de inwoners zijn Roemenen (46,22%), Duitsers (23,53%) en Hongaren (2,52%). Van 27,73% van de bevolking is de etniciteit onbekend.
In religieus opzicht is er ook geen meerderheidsreligie. De inwoners zijn orthodox (39,5%), rooms-katholiek (29,41%) en gereformeerd (2,52%). Van 27,73% van de bevolking is de confessionele affiliatie niet bekend.